# Muzeul din Mosul
Muzeul din Mosul (în arabă متحف الموصل) este al doilea cel mai mare muzeu al Irakului după Muzeul Național al Irakului din Bagdad. Muzeul a fost grav jefuit în timpul Războiului din Irak din 2003.